# Károly Németh
Károly Németh (14. prosince 1922 Páka – 12. března 2008 Budapešť) byl maďarský komunistický politik. V letech 1987–1988 byl prezidentem Maďarska (funkce se tehdy nazývala předseda Prezidiální rady Maďarské lidové republiky).
Původním povoláním byl dělníkem v potravinářském průmyslu. Od roku 1945 byl členem Maďarské komunistické strany (v roce 1948 transformována v Maďarskou stranu pracujících). Absolvoval Vyšší stranickou školu. Od roku 1954 byl prvním tajemníkem csongrádského krajského stranického výboru (do roku 1959). Po porážce revoluce roku 1956 se postavil na prosovětskou stranu a od roku 1957 byl členem Ústředního výboru nově založené Maďarské socialistické dělnické strany. V letech 1960–1965 byl vedoucím zemědělského odboru Ústředního výboru, od listopadu 1970 až do roku 1989 byl členem politbyra Ústředního výboru. V letech 1962–1965 a 1974–1985 tajemníkem Ústředního výboru. V letech 1965–1974 byl také prvním tajemníkem budapešťského městského výboru strany. Po dobu třiceti let, od roku 1958 do roku 1988, byl poslancem maďarského parlamentu. Během perestrojky začal být vnímán jako zastánce liberalizace a reforem. V letech 1985 až 1987 byl náměstkem generálního tajemníka strany, tedy zástupcem nejvyššího vůdce země Jánose Kádára. 25. června 1987 nahradil Pála Losoncziho ve funkci prezidenta. Zastával ji do 29. června 1988. Poté odešel z politického života.